# Chiromyoides
Chiromyoides és un gènere extint de primats de la família dels plesiadàpids que visqueren a Europa i Nord-amèrica durant el Paleocè. Se n'han trobat restes fòssils als Estats Units, França i el Regne Unit. Les espècies d'aquest grup pesaven uns 300 g i tenien el musell més curt que Plesiadapis. Sembla que es nodrien principalment de llavors, tot i que hi ha autors que han plantejat que tal vegada es menjaven insectes xilòfags, de manera similar a l'ai-ai d'avui en dia. Tenien dues dents incisives robustes.